# 西岡琢也
西岡 琢也（にしおか たくや、1956年5月27日 - ）は、日本の脚本家。京都府出身。関西大学法学部卒業。

## 略歴
大学在学中に井筒和幸監督と出会い、ピンク映画の現場で助監督・シナリオを担当した。
1979年、『暴行魔真珠責め』でシナリオライターとしてデビュー。『ガキ帝国』『TATTOO＜刺青＞あり』などの話題作を執筆、日本を代表する脚本家となる。
テレビの仕事も多く、特にテレビ東京とは同局初の2時間ドラマ枠「女と愛とミステリー」の立ち上げに協力するなど親密な関係にある。
「鬼太郎が見た玉砕〜水木しげるの戦争〜」（2007年）にて文化庁芸術祭テレビ部門ドラマの部優秀賞・ギャラクシー賞最優秀賞等を受賞。また、「秋深き」（2009年）と「沈まぬ太陽」（2010年）で、おおさかシネマフェスティバル脚本賞を2年連続受賞している。
現在、日本シナリオ作家協会理事長、大阪芸術大学映像学科教授を務める。
作品批評など、鋭い指摘はシナリオ作家協会刊行の月刊シナリオに詳しい。

## 主な脚本作品

### 映画
- 暴行魔真珠責め (1979年)
- 僕と隠岐島号 (1979年)
- 人妻拷問 - 赤い靴のレクイエム (1980年)
- 女教師 - 覗かれた暴行現場 (1980年)
- 少女緊縛 (1980年)
- 蒸発妻 - すすり泣き (1980年)
- 猟奇! 暴行事件 (1980年)
- ガキ帝国 (1981年)
- ビニール本の女 密写全裸 (1981年)
- 女教師‐鎖と緊縛 (1981年)
- 色情女（メス）狩り (1981年)
- ガキ帝国 悪たれ戦争 (1981年)
- 桃尻同級生 - まちぶせ (1982年)
- 色情魔性拷問 (1982年)
- セーラー服鑑別所 (1982年)
- TATTOO＜刺青＞あり (1982年)
- 赤い復讐 - 暴姦 (1982年)
- 恥辱の部屋 (1982年)
- 丑三つの村 (1983年)
- ションベン・ライダー (1983年)
- 春画 (1983年)
- 人魚伝説 (1984年)
- 私の中の娼婦 (1984年)
- 団地妻 - ニュータウン禁猟区 (1984年)
- 金魂巻 (1985年)
- プルシアンブルーの肖像 (1986年)
- 犬死にせしもの (1986年)
- 美姉妹 - 喘ぐ (1987年)
- シャコタン☆ブギ (1987年)
- はいからさんが通る (1987年)
- いけにえ天使 (1988年)
- ベッド・パートナー (1988年)
- マリアの胃袋 (1990年)
- 獅子王たちの夏 (1991年)
- 首領（ドン）になった男 (1991年)
- ゴト師株式会社スペシャル (1995年)
- 迅雷‐組長の身代金 (1996年)
- さすらいのトラブルバスター (1996年)
- 金田一少年の事件簿 (1996年・アニメーション作品)
- 陽はまた昇る (2002年)
- 火垂るの墓 (2008年)
- 秋深き (2008年)
- 沈まぬ太陽 (2009年)
- 太平洋の奇跡 -フォックスと呼ばれた男- (2011年)
- はやぶさ 遥かなる帰還（2012年）
- 返還交渉人 いつか、沖縄を取り戻す（2018年）

### オリジナルビデオ
- ネオチンピラ 鉄砲玉ぴゅ〜（1990年、東映ビデオ＝東北新社）
- ネオチンピラ 続・鉄砲玉ぴゅ〜 (1991年)

### テレビ作品

#### 連続ドラマ
- ホテルウーマン (1991年・KTV)
- ウーマンドリーム (1992年・KTV)
- 静かなるドン (1994年・NTV)
- パパは保母さん (1995年・TBS)
- 夢暦長崎奉行 (1996年・NHK)
- HOTEL (1998年・TBS)
- 京都迷宮案内2 (2000年・ANB)
- 京都迷宮案内3 (2001年・ANB)
- ひとりじゃないの (2001年・MBS)
- 京都迷宮案内4 (2002年・ANB)
- 京都迷宮案内5 (2003年・ANB)
- 新・京都迷宮案内 (2003年・ANB)
- 新・京都迷宮案内2 (2004年・ANB)
- 新・京都迷宮案内3 (2005年・ANB)
- 新・京都迷宮案内4 (2007年・ANB)
- 新・京都迷宮案内5 (2008年・ANB)
- 京都地検の女 (2003年、2005年、2006年、2007年、2009年・ANB)
- ブロードキャストASUKA (2008年・KBS)
- サギ師リリ子 (2009年・TX)
- 鉄の骨 (2010年・NHK)
- 贖罪の奏鳴曲（2015年・WOWOW）
- 出入禁止の女〜事件記者クロガネ〜（2015年・EX）

#### 単発ドラマ
- 松ヶ枝町サーガ (1995年・NHK)
- うどんとビデオ (1997年・NHK)[1]
- 負けぬが勝ち (1997年・NHK)
- ゲームの達人 (1999年・NHK)
- われ、晩節を汚さず (2003年・NHK)
- 新しい朝が来た (2003年・NHK)
- 鬼太郎が見た玉砕〜水木しげるの戦争〜 (2009年・NHK)
- 気骨の判決 (2009年・NHK)
- 返還交渉人 -いつか、沖縄を取り戻す-（2017年、NHK BSプレミアム）

#### 1時間ドラマ
- 首都高速七号変死事件 (1988年・TX)
- あじさい色のレディ (1988年・KTV)
- 『いとしのエリー』をもう一度 (1989年・KTV)
- 死の郵便配達 (1989年・TX)
- 隅田川セレナーデ (1990年・KTV)
- 法則のある死体たち (1990年・KTV)
- すばらしい偶然 (1990年・KTV)
- 二時から五時までのブルース (1990年・KTV)
- エンドレス・ナイト (1990年・KTV)
- 海からの招待状 (1991年・KTV)
- 五年目の本気 (1992年・KTV)
- ふたりの女 (1992年・KTV)
- すかんたこ (1993年・KTV)
- レベル7－空白の90日－ (1994年・KTV)

#### 2時間ドラマ
- 平成!! 女の事件簿・悪徳商法の甘い誘惑‐5円の御縁 (1993年・CX)
- 逆転! 大誘拐 (1994年・CX)
- 積木くずし - 崩壊 (1994年・TX)
- 平均57歳!? 逆ピラミッド家族 (1994年・TBS)
- さすらい料理長(シェフ)の隠し味 (1994年・TBS)
- 猫魔に消えた花嫁 (1995年・TBS)
- 変なお父さん - お父さんのカッパ落語 (1995年・CX)
- 死体のお値段 (1995年・TBS)
- 作家 小日向鋭介の推理日記(3) (1999年・ANB)
- 実演販売人・轟安二郎 (2000年・TBS)
- 弁護士 朝吹里矢子(7) 嘱託殺人の罠 (2000年・ANB)
- 犯罪交渉人ゆり子(1)(2)(3) (2001年 - 2004年・TX)
- 豪華客船クルーズ殺人案内 (2001年・TX)
- 探偵・喜多嶋翔子の調査報告書 (2002年・TBS)
- おかしな二人(2) 能登金剛殺人慕情! (2002年・ANB)
- 迷路荘の惨劇 (2002年・TX)
- 逃げ口上 - 路線バス爆破事件! (2002年・TX)
- 万引きGメン・二階堂雪(9)(10)(11)(12)(13) (2002 - 2005年・TBS)
- 監察医・篠宮葉月 死体は語る(3)(4)(5)(6) (2003年 - 2005年・TX)
- おかしな刑事(1) (2003年・ANB)
- 獄門島 (2003年・TX)
- 猪熊夫婦の駐在日誌(1) (2004年・TX)
- 捜査一課長・神崎省吾 椿の入れ墨をした女 (2004年・TX)
- 女の中の二つの顔 (2004年・TX)
- みんな誰かを殺したい (2004年・TX)
- 刑務官・一条信一 (2004年・TBS)
- 黒いバッグの女 (2006年・ANB)
- 松本清張特別企画・強き蟻 (2006年・TX)
- どケチ弁護士 山田播磨の温泉事件簿 (2006年・TBS)
- 玉蘭 (2007年・ANB)
- 松本清張特別企画・不在宴会 (2008年・TX)
- 黒い春 (2009年・WOWOW)
- 量刑 (2009年・TBS)
- 雪冤 (2010年・TX)
- SP〜警視庁警護課 (2011年・EX)
- 刑事魂 (2012年・EX)
- 京都殺人授業 (2013年・TBS)
- 迷宮捜査 (2015年・EX)

#### テレビアニメ
- 金田一少年の事件簿
  - 雪夜叉伝説殺人事件ファイル(1)(2)(3) (1998年・YTV)
  - 明智少年の華麗なる協奏曲ファイル(1)(2) (1999年・YTV)
  - 明智少年の華麗なる剣技ファイル(1)(2) (2000年・YTV)

## 関連人物
- 井筒和幸 （映画監督）
- 高橋伴明 （映画監督）
- 相米慎二 （映画監督）
- 黒沢直輔 （映画監督）
- 大杉漣 （俳優）
- 徳井優 （俳優）
- 村川康敏 （脚本家）